# Amtsgericht Bünde

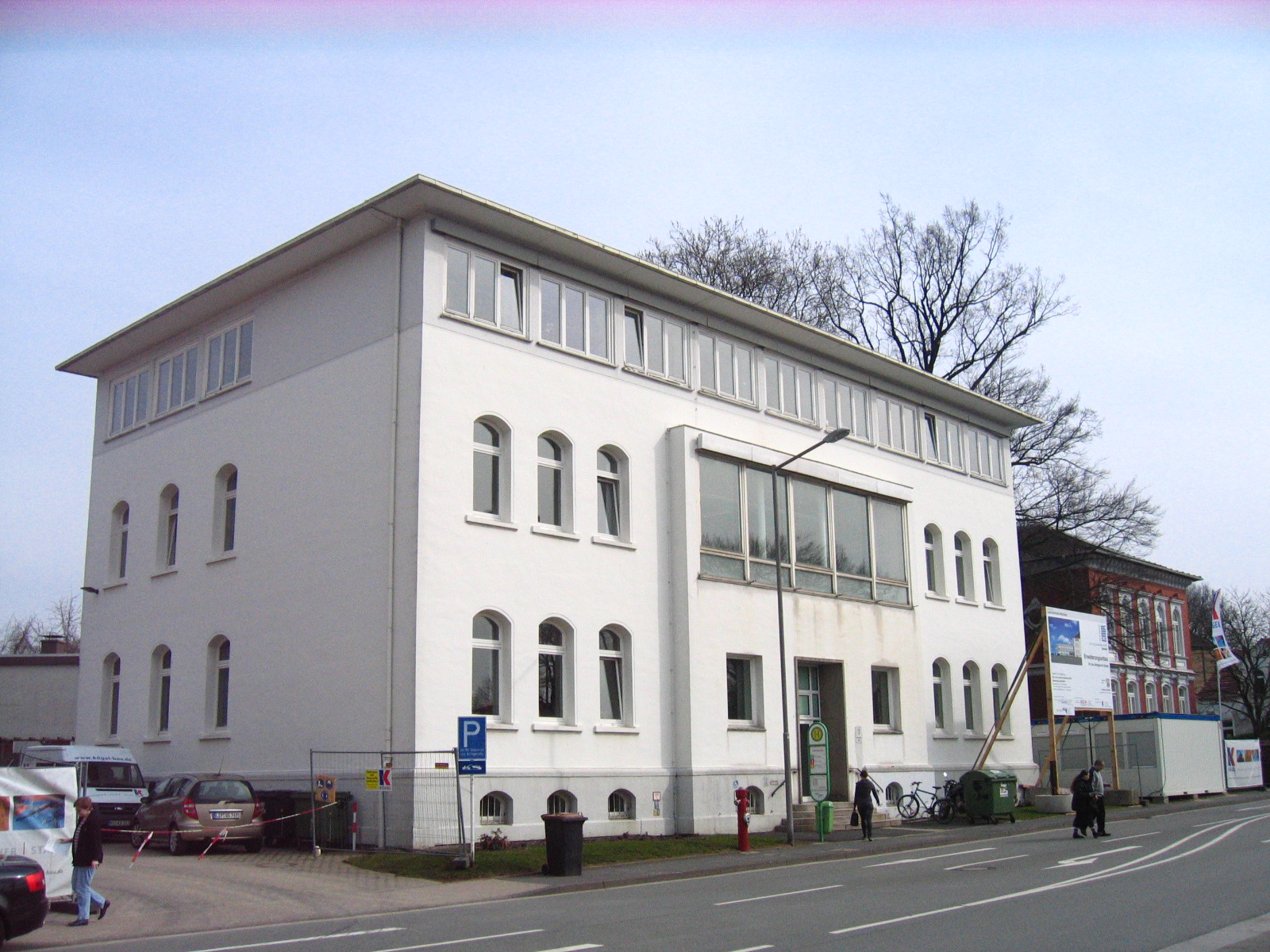
Hauptgebäude (2010)

Das Amtsgericht Bünde ist ein Gericht der ordentlichen Gerichtsbarkeit und beschäftigt rund 40 Personen, darunter fünf Richter. Es ist eines von zehn Amtsgerichten im Bezirk des Landgerichtes Bielefeld.

## Gerichtssitz und -bezirk
Das Gericht mit Sitz in Bünde ist zuständig für den Gerichtsbezirk der Stadt Bünde, sowie der Gemeinden Kirchlengern und Rödinghausen im Kreis Herford, welcher insgesamt eine Fläche von 129 km² mit rund 71.500 Einwohnern umfasst.
Die Aufgaben betreffen Straf- und Bußgeldsachen ebenso wie Zivilrechtstreitigkeiten. Darüber hinaus erledigt das Amtsgericht im Rahmen der freiwilligen Gerichtsbarkeit auftretende Arbeiten. Zentrales Mahngericht ist wie für alle Gerichte im Oberlandesgerichtsbezirk Hamm das Amtsgericht Hagen.

## Gebäude
Das Gerichtsgebäude steht am Marktplatz im Zentrum der Stadt und wurde 1897 errichtet.
Ein neben dem Amtsgerichtsgebäude gelegenes Gefängnis wurde 1970 geschlossen und abgerissen.
Für das Jahr 2010 war ein Anbau für das Gerichtsgebäude geplant, welcher im Oktober 2010 fertiggestellt werden sollte. Er wurde jedoch erst Ende Mai 2011 im Beisein von Justizminister Thomas Kutschaty und Oberlandesgerichtspräsident Johannes Keders eröffnet.

## Übergeordnete Gerichte
Das dem Amtsgericht Bünde übergeordnete Landgericht ist das Landgericht Bielefeld, welches wiederum dem Oberlandesgericht Hamm untersteht.

## Geschichte
In Bünde bestand von 1849 bis 1879 die Gerichtsdeputation Bünde des Kreisgerichts Herford.
Im Rahmen der Reichsjustizgesetze wurden 1879 reichsweit einheitlich Oberlandes-, Land- und Amtsgerichte gebildet.
Das königlich preußische Amtsgericht Bündewurde mit Wirkung zum 1. Oktober 1879 als eines von 14 Amtsgerichten im Bezirk des Landgerichtes Bielefeld im Bezirk des Oberlandesgericht Hamm gebildet. Der Sitz des Gerichtes war die Stadt Bünde.
Sein Gerichtsbezirk umfasste aus dem Kreis Herford das Amt Bünde-Rödinghausen, aus dem Amt Mennighüffen die Gemeindebezirke Häver, Kirchlengern, Klosterbauerschaft, Quernheim, Rehmerloh und Stift Quernheim sowie aus dem Amt Spenge die Gemeindebezirke Aschen und Hücker.
Am Gericht bestanden 1880 zwei Richterstellen. Das Amtsgericht war damit ein mittelgroßes Amtsgericht im Landgerichtsbezirk.